# 弐臣伝
『弐臣伝』（じしんでん）または『欽定国史弐臣表伝』とは清の正史（欽定の史書）の1つであり、明から清へ鞍替えした120人（父兄の附としてリストされる3人を含めると実数は123人）の漢人の官僚の伝記である。「弐臣」とは「二朝に仕えた節操のない臣」のことで、当時は投満の漢奸を指す言葉である。甲類と乙類の2巻からなる。

## 概要
清の入関から130年を経た乾隆帝の時代に編纂されるものである。当時の社会情勢は清の初期と大きく異なり、明末に清の侵攻に抵抗し続けた人物を「忠臣」と評価することに対し、率先に清に帰降した、いわゆる清の建国の有功者を「弐臣」と評価するようになった。これらの「弐臣」をテーマとする史書はこの弐臣伝である。
甲類と乙類は清の建国に対する功労の大きさによって区分される。甲類は清廷の役に立った51人で、乙類はあまり評価すべきところがない69人である。また、120人のうち、文官は63人（甲14人、乙49人）、武官は57人（甲37人、乙20人）である。
- 甲類上「入本朝而能没王事者」9人
- 甲類中「顕有勲績者」10人
- 甲類下「著有労効者」32人
- 乙類上「略無事蹟者」23人
- 乙類中「後経獲罪者」18人
- 乙類下「曽経従賊及初為賊党者」28人

## リスト
以下の出典による

### 甲類
- 甲類上：劉良臣、孫定遼、孔有徳、王鼇永、王正志、徐一范、徐勇、郝効忠、馬得功
- 甲類中：李永芳、孟喬芳、張存仁、劉武元、祖可法、尚可喜、洪承疇、劉芳名、李国英、張勇
- 甲類下：祝世昌、鮑承先、王世選、祖大寿、祖沢潤・祖沢溥兄弟、祖沢洪、鄧長春、耿仲明、全節、呉汝玠、宋権、王宏祚、李化熙、任濬、曹溶、衛周允、李鑑、胡茂禎、高第、孔希貴、張煊、徐起元、賈漢復、張天禄・張天福兄弟、馬寧、常進功、盧光祖、高進庫、霍達、呉六奇、陳世凱、田雄

### 乙類
- 乙類上：孫得功、馬光遠、沈志祥、謝陞、金之俊、胡世安、田維嘉、沈惟炳、房可壮、劉漢儒、黄図安、高斗光、王永吉、王鐸、左夢庚、許定国、趙之龍、梁雲構、劉良佐、劉応賓、苗胙土、張鳳翔、呉偉業
- 乙類中：夏成徳、馮銓、李若琳、謝啓光、孫之獬、李魯生、呉惟華、土国宝、魯国男、陳之遴、劉正宗、周亮工、銭謙益、魏琯、潘士良、李猶龍、王之綱、任珍
- 乙類下：梁清標、党崇雅、衛周祚、戴明説、劉餘祐、龔鼎孳、劉昌、孫承沢、熊文挙、薛所蘊、李元鼎、傅景星、葉初春、張若麒、唐通、董学礼、駱養性、陳之龍、柳寅東、方大猷、陳名夏、高爾儼、張忻列・張端父子、白広恩、南一魁、張縉彦、孫可望、白文選